# Pierre Brasseur
Pierre Brasseur, pseudónimo de Pierre-Albert Espinasse (París, 22 de diciembre de 1905 -Bruneck, Italia, 16 de agosto de 1972) fue un actor, director y autor francés.

## Trayectoria
Hijo del actor Georges Espinasse y la actriz Germaine Brasseur, su abuelo fue el actor Albert Brasseur.
Debutó en teatro en 1924 y en cine bajo la dirección de Jean Renoir. Interpretó gigolós y su fama se estableció con Lumière d'été en 1943 con Madeleine Renaud. Su celebridad internacional se debe al personaje de Frédérick Lemaître en Les Enfants du paradis y a Quai des brumes con Michèle Morgan. También formó parte del elenco que estrenó L'État de siège (1948), de Albert Camus y El diablo y Dios (1951), de Jean-Paul Sartre, Napoleón (1955), así como la adaptación al francés de The Homecoming (1966), de Harold Pinter. En 1961 ganó el Premio teatral Brigadier por Querido Mentiroso de Jerome Kilty.
Se casó con la actriz Odette Joyeux en 1935 con quien tuvo su hijo Claude, luego con la pianista Lina Magrini y sus últimos años con la cantante Catherine Sauvage. Murió de un infarto al corazón durante un rodaje en Italia.

## Honores
- Condecorado Caballero de la Legión de Honor en 1966.[1]

## Biografías
- Pierre Brasseur. Ma vie en vrac, Calmann-Lévy, 1972. (Réédition Ramsay Poche Cinéma n°26, 1986).
- Jean-Marc Loubier, Pierre Brasseur, l'éternel milliardaire, Éditions Bartillat. 1997